# Университет Иннополис
Университет Иннополис (тат. «Иннополис университеты» автономияле коммерцияле булмаган югары белем бирү оешмасы) — российская автономная некоммерческая организация высшего образования в городе Иннополисе (Верхнеуслонский район, Республика Татарстан), специализирующаяся на образовании, исследованиях и разработках в области информационных технологий и робототехники.
Первоначально университет действовал в городе Казани, с сентября 2015 года открыт кампус университета в городе Иннополисе. В Университете Иннополис обучают разработчиков, управленцев в области высоких технологий и проводят научные исследования в сферах информационных технологий и робототехники.
Вуз зарегистрирован 10 декабря 2012 года. Учредители — Российская Федерация в лице Министерства цифрового развития, связи и массовых коммуникаций Российской Федерации и Республика Татарстан в лице Министерства земельных и имущественных отношений РТ. 

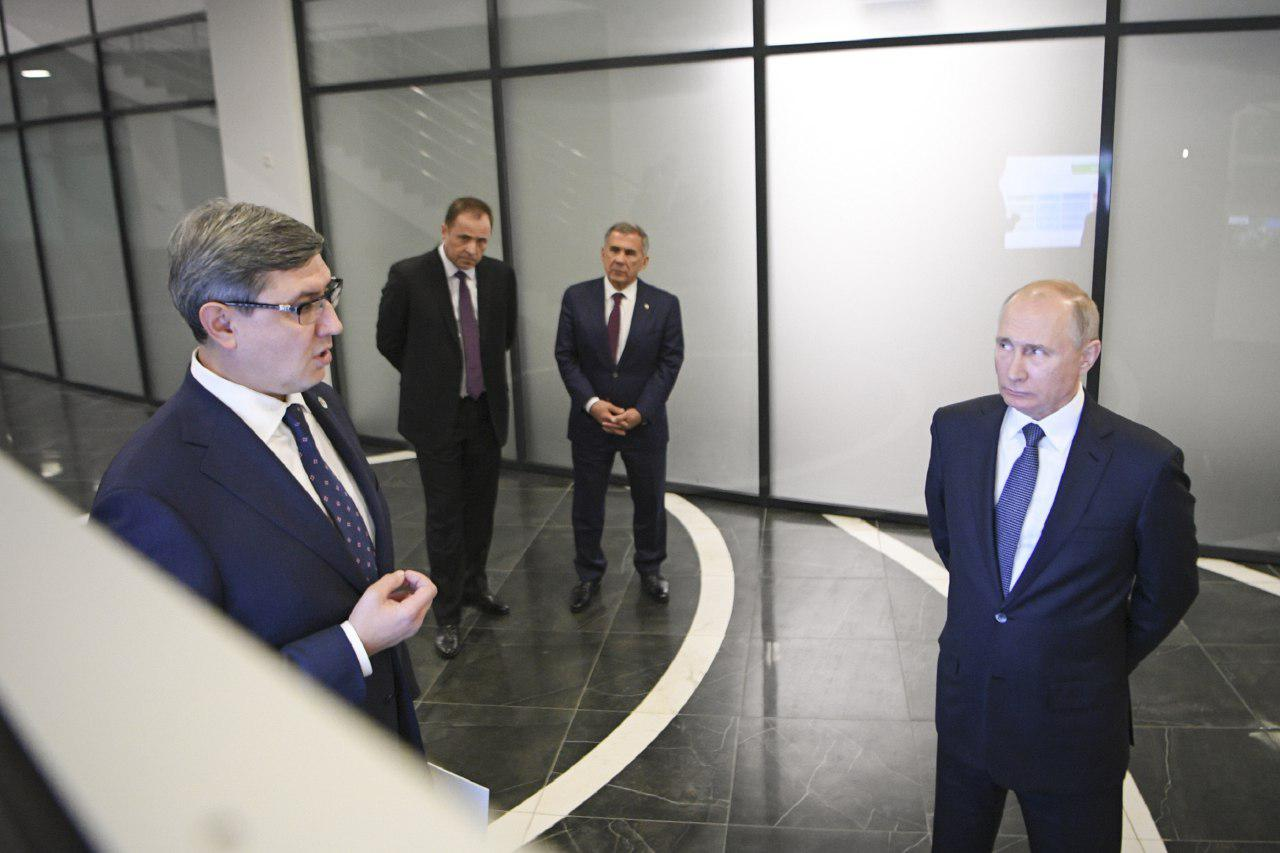
Президент России В. В. Путин и раис Республики Татарстан Р. Н. Минниханов на презентации результатов Университета Иннополис

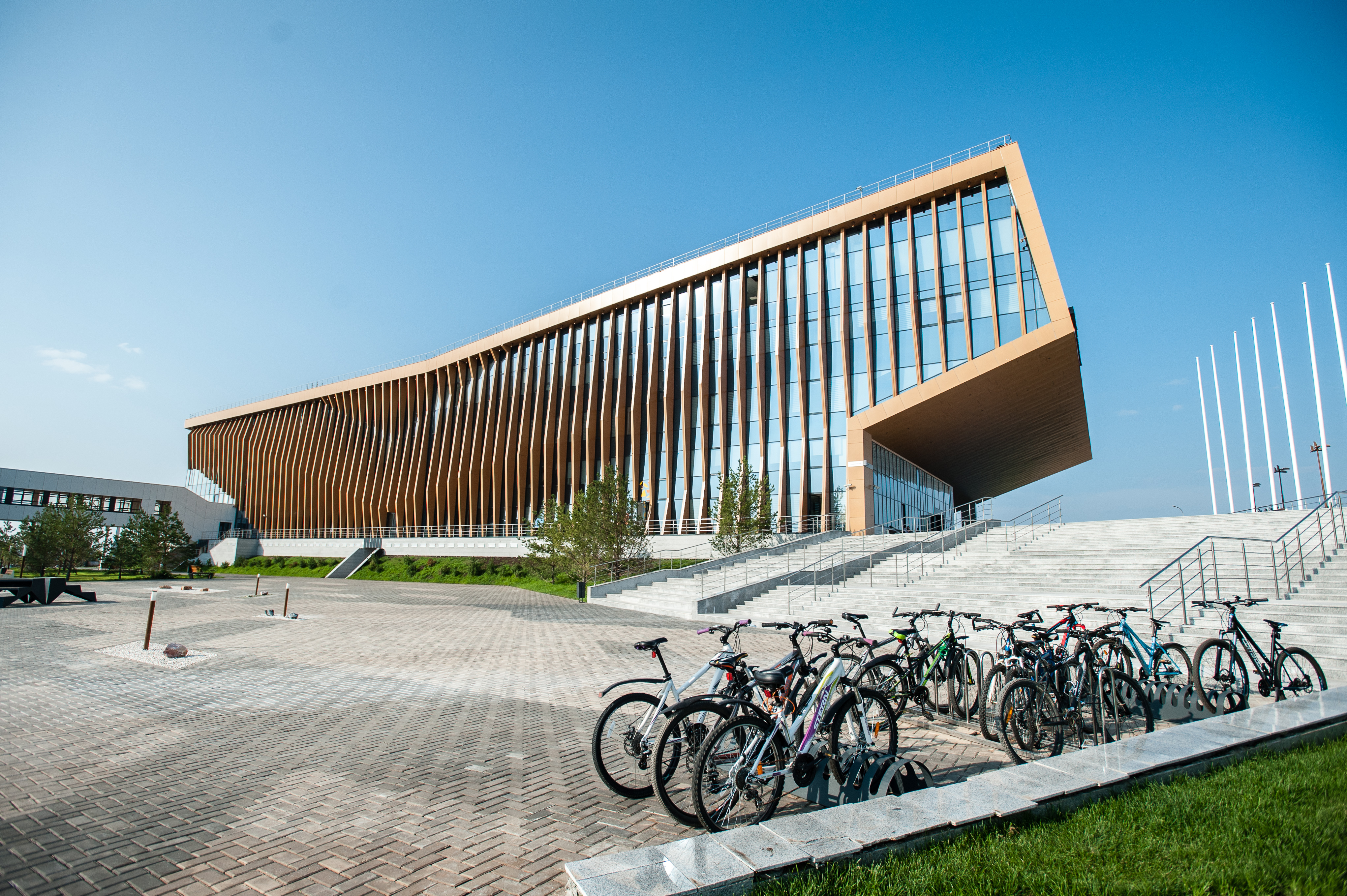
Главное здание

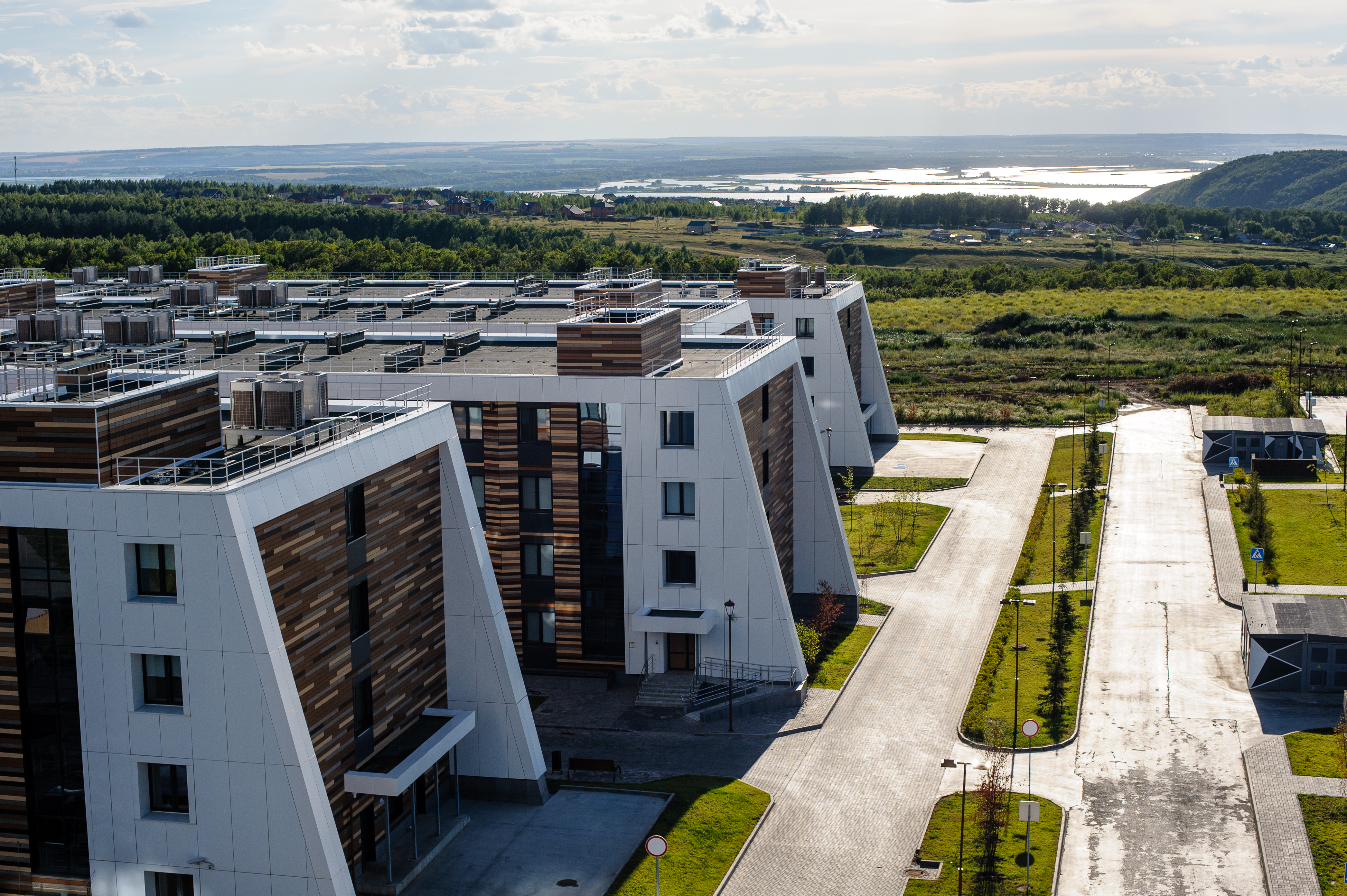
Кампус

https://t.me/universityinnopolisbot

## История
О создании Университета Иннополис объявили в феврале 2012 года на переговорах с Университетом Карнеги—Меллона по созданию в Татарстане центра подготовки ИТ-кадров, выпускающего 1000 специалистов в год.
В июле 2012 года раис Республики Татарстан Рустам Минниханов встретился с Гилом Тараном, руководителем дочерней структуры Carnegie Mellon University — iCarnegie Global Learning, которая занимается развитием и популяризацией ИТ-образования, а также продажей лицензий на образовательные программы Университета Карнеги-Меллона. Тогда стороны договорились о создании нового ИТ-университета на территории Иннополиса. Административным директором вуза назначен кандидат физико-математических наук, предприниматель и учредитель сети образовательных центров для школьников «Юниум» Дмитрий Кондратьев, а ректором — доктор физико-математических наук, профессор Александр Тормасов.
10 декабря 2012 года прошла первичная юридическая регистрация в качестве Автономной некоммерческой организации высшего образования.
21 декабря 2012 iCarnegie и АНО ВО «Университет Иннополис» подписали меморандум о согласии: в частности, специалисты подразделения Университета Карнеги-Меллона изучили российскую ИТ-индустрию и качество подготовки ИТ-кадров. Результаты исследования позже использовались для разработки образовательной концепции. Также специалисты американского университета были привлечены к разработке инфраструктуры Университета Иннополис и созданию учебных программ. В тот же год началось строительство кампуса в Иннополисе.
В апреле 2013 года Университет Иннополис объявил о конкурсном наборе преподавателей и сотрудников. На 15 мест поступило 700 заявок, но на годовое обучение по программе Software Engineering в Carnegie Mellon University уехали 14 человек. В тот же год в Казани состоялось открытие первых центров STEM (Science, Technology, Engineering, Mathematics) университета, в которых школьники 6—11 классов обучались робототехнике, математике, физике, программированию и английскому языку. 50 слушателей с лучшими результатами по итогам тестирования обучались бесплатно.
9 сентября 2013 года в первом помещении Университета Иннополис в Казани прошла совместная с МФТИ Школа по высокопроизводительным вычислениям.
В декабре 2013 года Университет Иннополис стал федеральной инновационной площадкой. Победители получили приоритетную поддержку для создания центров прорывных исследований в области информационных технологий. В январе 2014 года согласно распоряжению Правительства Российской Федерации от 30 декабря 2013 г. N 2602-р в рамках плана мероприятий («дорожной карты») «Развитие отрасли информационных технологий» Университет Иннополис стал пилотной площадкой для тестирования современных образовательных программ в сфере информационных технологий и обучения специалистов с привлечением их к исследованиям и разработкам.
В конце 2013 года премьер-министр России Дмитрий Медведев утвердил строительство Университета Иннополис в городе Иннополис.
В феврале 2014 года вуз объявил о наборе бакалавров — в качестве кандидатов рассматривались студенты 3—5 курсов российских и зарубежных университетов. Планировалось набрать 40—50 студентов, но лишь 26 человека прошли конкурсный отбор, хотя вуз получил 300 заявок. Они начали обучение летом того же года на казанской площадке университета.
В январе 2014 года Университет Иннополис получил статус оператора Российского этапа Всемирной олимпиады роботов WRO (World Robot Olympiad). В июне в Казани (на базе Академии Тенниса) прошёл российский этап олимпиады по робототехнике. С 2015 года российский этап олимпиады проходит в Иннополисе на базе Университета Иннополис.
В августе 2014 года Университет Иннополис получил лицензию на программы высшего образования и аспирантуры.
С 2015 года в Университете Иннополис проходит конференция «Цифровая индустрия промышленности России» (ЦИПР), инициированная госкорпорацией «Ростех».
В мае 2015 года вуз заключил соглашение о сотрудничестве с ЦЕРН. К открытию города в июне 2015 года Университет Иннополис заключил соглашения о подготовке специалистов и проведении научно-исследовательских и опытно-конструкторских работ для Министерства обороны, компаний «Энвижн Груп», Mail.Ru Group и концерна «Радиотехнические и Информационные системы».
В течение 2015 года по итогам отборов, проходивших с мая по июль, было принято более 350 студентов из 45 областей России и 10 зарубежных стран
В сентябре 2015 года началось обучение студентов в зданиях университета в городе Иннополисе.
1 октября 2015 Дмитрия Кондратьева на посту директора Университета Иннополис сменил региональный руководитель, член совета директоров Microsoft в России Кирилл Семенихин.
В 2016 году в университете открылся Центр информационной безопасности, сотрудники которого разрабатывают системы раннего предупреждения о компьютерном нападении на критическую инфраструктуру предприятий Республики Татарстан.
10 мая 2017 года университет объявил о выигрыше грантового конкурса на создание и развитие Центра компетенций НТИ по направлению «Технологии компонентов робототехники и мехатроники». В июне 2018 год официально открылся Центр компетенций НТИ по направлению «Технологии компонентов робототехники и мехатроники» на базе Университета Иннополис. В центре работают 8 лабораторий, которые занимаются изучением и разработками в области антропоморфной и промышленной робототехники, беспилотного транспорта и летательных средств, нейронауки, искусственного интеллекта и др. В консорциум центра входят 156 партнёров — ведущие вузы и академические институты страны, крупные индустриальные предприятия и зарубежные партнёры. Ключевые из них: СберБанк, Аэрофлот, РЖД, Газпром нефть, РУСАЛ, КАМАЗ, ИТМО, ДВФУ, ВолгГТУ, ИжГТУ. В мае 2019 года специалисты центра вместе с членами консорциума презентовали дорожную карту развития робототехники и сенсорики в России до 2024 года.
С 2016 года 25 000 человек из 55 компаний прошли обучение в Университете Иннополис по программам дополнительного образования. В 2021 году в рамках реализации федеральных проектов «Кадры для цифровой экономики» и «Демография» на программах CDO «Методы и технологии, основанные на работе с данными» и CDO «Управление, основанное» на данных обучились 16 000 сотрудников российских компаний и госслужащих.
В январе 2020 года Университет Иннополис получил статус лидирующего исследовательского центра цифровой экономики в области блокчейна, выиграв в конкурсе Министерства цифрового развития, связи и массовых коммуникаций РФ. Специалисты центра создали первую в мире полностью верифицированную блокчейн-платформу. Партнёр проекта — «Аэрофлот».
В 2020 году на базе Университета Иннополис создана единая площадка для повышения квалификации преподавателей высшего и среднего профессионального образования России — Опорный образовательный центр (ООЦ) и Единый учебно-методологический центр (ЕМЦ), которые занимаются формированием и развитием цифровых компетенций преподавателей и методистов вузов и ссузов, готовящих специалистов по приоритетным отраслям экономики. К 2024 году вуз должен обучить 80 тысяч российских преподавателей, что составляет 30 % от общей численности профессорско-преподавательского состава в средне-профессиональном и высшем образовании России.
В декабре 2020 года Университет Иннополис создал первый в России Институт искусственного интеллекта, в рамках которого объединил действующие лаборатории и имеющиеся разработки и исследования в области искусственного интеллекта.

## Проектная и научная деятельность
На балансе Университета Иннополис находятся 360 результатов интеллектуальной деятельности (170 РИД — в 2021 году), большая часть которых коммерциализируется благодаря оформлению лицензионных соглашений, доход от которых достиг 150 млн рублей. Для дальнейшего развития этих показателей в 2021 году на базе Университета был создан Межотраслевой центр трансфера технологий, помогающий учёным коммерциализировать и продвигать результаты исследований и разработок. Центр создаёт среду для трансфера технологий и усиления сотрудничества в сфере коммерциализации РИД между организациями образования и науки, стартапами, государством и индустрией.
Портфель Университета Иннополис насчитывает 62 коммерческих проекта с ведущими компаниями реального сектора экономики: Госкорпорация «Роскосмос», Газпром, Татнефть, Danaflex, РусГидро и другие. Общая сумма портфеля 111 грантовых и коммерческих проектов ИТ-вуза — 15,03 млрд рублей (11 млрд рублей — в 2020 году). В рамках национального проекта «Цифровая экономика» Университет Иннополис ведёт 14 проектов.
Грантовые флагманские проекты:
- Система автоматического распознавания патологий лёгких по рентгеновским изображениям с применением технологий ИИ — AI RADIOLOGY[32]. Заказчик: Департамент здравоохранения г. Москвы.
- Разработка платформы автоматизации процессов управления корпоративными топливными картами на базе технологий распределённого реестра и смарт-контрактов CardLedger. Заказчик: Российский фонд развития информационных технологий.

Коммерческие флагманские проекты:
- Интегрированная цифровая платформа геолого-технологического мониторинга[33]. Заказчик: Татнефть.
- Разработка системы диагностики технического состояния компрессорных станций с применением комплекса роботизированных средств и передачи данных в реальном времени. Заказчик: Газпром.
- Разработка документации по направлению цифровой трансформации. Заказчик: РусГидро.
- Разработка и внедрение цифровой платформы предиктивной аналитики на основе технологий искусственного интеллекта для производства гибкой упаковки. Заказчик: Danaflex.

В 2018 году на базе университета официально открылся Центр компетенций НТИ по направлению «Технологии компонентов робототехники и мехатроники». Лаборатории центра занимаются изучением и разработками в областях антропоморфной и промышленной робототехники, беспилотного транспорта и летательных средств, нейронауки, искусственного интеллекта и др. На 2021 год 156 участников входят в консорциум центра под руководством Университета Иннополис: ведущие вузы страны, прикладные академические институты, иностранные партнёры из Франции, Китая, Дании, Швеции, Германии и Норвегии и индустриальные компании. Ключевые из них: Сбербанк, Аэрофлот, РЖД, Газпромнефть, РУСАЛ, КАМАЗ, ИТМО, ДВФУ, ВолГТУ, ИжГТУ. В 2021 году внутри консорциума сформированы Научно-технический совет и Индустриальный совет для координации работы и развития научно-исследовательской деятельности, коммерциализации продуктов, работ и услуг, реализации сетевых образовательных программ.
Специалисты Лаборатории беспилотных технологий, входящей в состав центра, разрабатывают собственные беспилотные летательные аппараты, например, конвертоплан, который предназначен для воздушных грузоперевозок. В лаборатории создаётся взлётно-посадочная платформа для БПЛА, обеспечивающая полный цикл работы летательных аппаратов. Задачей беспилотника может быть мониторинг сельскохозяйственных угодий, зданий, сооружений или любой другой инфраструктуры.
Внутри лаборатории проводятся разработки по беспилотным транспортным системам на базе KIA Soul, Hyundai Santa Fe и грузового транспорта «КАМАЗ». Активно развивается направление электрификации транспортных средств и разработка опытного образца системы помощи водителю — ADAS системы. Также специалисты лаборатории работают над разработками по проекту ГИБДД, цель которого — создание программно-аппаратного комплекса для контроля сдачи практической части экзамена на водительские права.
Кроме того, Лаборатория беспилотных технологий занимается разработкой надводно-подводного модуля для мониторинга подводной инфраструктуры, в том числе для диагностики подводных трубопроводов за счёт применения новых технических решений. Подобный комплекс может обслуживаться оператором и повышать достоверность и скорость обследования. Данный функционал может распространяться на смежные задачи для мониторинга подводной инфраструктуры.
В центре действует Лаборатория нейронауки и когнитивных технологий, на базе которой развивается ведущая мировая научная школа в области нейронаук. Результаты прорывных исследований лаборатории опубликованы в самом престижном научном журнале мира — Nature: Scientific Reports. Учёные этой лаборатории под руководством профессора Александра Храмова совместно с британским Университетом Лафборо первыми в мире обнаружили новый способ хранения и передачи информации для квантовых компьютеров, изучив возможности управления обнаруженным гиперхаосом в кубитах.
Сотрудники вуза создали 4D-геоинформационную модель РТ в рамках дорожной карты Аэронет с применением компьютерного зрения и машинного обучения для анализа изображений. Это поможет своевременно находить даже небольшие очаги возгорания лесов, фиксировать незаконные строения, мониторить инфраструктуру ж/д путей, нефтегазовых труб на огромной территории. С июня 2019 года облачная геоинформационная платформа запущена в эксплуатацию для сервисов мониторинга охранных зон, распознавания объектов капитального строительства, мониторинга лесоизменений, сельского хозяйства.
В Университете Иннополис работают над развитием системы «Телеагроном» для оперативного мониторинга диагностики и прогнозирования развития болезней сельскохозяйственных культур. Ежегодно «Телеагроном» обслуживает 3,6 млн гектар пашни в Республике Татарстан и 1,1 млн гектар пашни — в Республике Мордовия. Внедрение технологии точного земледелия применяется на территории Татарстана, Кировской и Волгоградской областей. Ключевым результатом работы сервисов в 2022 году стала экономия минеральных удобрений на 30-70 литров баковой смеси (КАС) на каждый гектар обработанной пашни.
В Университете Иннополис создан Лидирующий исследовательский центр в области систем распределённого реестра, в рамках которого реализуется отраслевой проект «Заправка воздушных судов», с применением технологии блокчейн для ПАО «Аэрофлот». Специалисты ЛИЦ разработали первый в мире индустриальный блокчейн с применением методов формальной верификации Innochain. Универсальная система поддерживает операции по нескольким процессам — от заправки воздушных судов до оплаты ЖКУ.

## Учебные программы
В 2022—2023 учебном году в вузе обучаются 1 086 студентов. Студенты обучаются по двум бакалаврским программам «Информатика и вычислительная техника» и «Анализ данных и искусственный интеллект», пяти программам магистратуры — «Анализ данных и искусственный интеллект», «Технологическое предпринимательство», «Робототехника и компьютерное зрение», «Управление разработкой программного обеспечения» и «Компьютерная безопасность и сети». Две программы аспирантуры — «Теоретические основы информатики» и «Математическое моделирование, численные методы и комплексы программ». Образовательные программы включают 175 дисциплин.
В третий год обучения в рамках бакалавриата студенты могут выбрать одно из четырёх направлений специализации: «Разработка ПО», «Большие данные», «Робототехника» и «Информационная безопасность».
Также существуют непрофильные направления: «Разработка игр», «Биотехнологии», «Финансовые технологи (Blockchain)» и «Киберфизические системы».
В Университете Иннополис 4 института, которые готовят специалистов для ИТ-отрасли: Институт анализа данных и искусственного интеллекта, Институт информационной безопасности и киберфизических систем, Институт разработки ПО и программной инженерии и Институт робототехники и компьютерного зрения.
Всего за время существования университета выпустились 850 студентов, в 2021 году — 208 человек. У выпускников университета 100 % трудоустройство в ведущие российские компании: Сбертех, Яндекс, Тинькофф, S7, Мегафон, Qiwi, Сбербанк, МТС, ОМП, X5 Retail Group.

## Особенности обучения
Обучение в университете — бюджетное и платное. В 2022 году для Университета выделено 52 бюджетных мест на программы бакалавриата, 30 бюджетных мест на программы магистратуры, 6 бюджетных мест на программы аспирантуры. В 2022—2023 учебном году стоимость 1 года обучения по программам бакалавриата, магистратуры и аспирантуры — 800 000 рублей. Абитуриент может выиграть грант, полностью или частично покрывающий стоимость обучения и дающий возможность получать стипендию не более 10000 рублей в месяц, а также до 150000 рублей единоразовой выплаты при поступлении по олимпиаде.
Преподавание ведётся на английском языке.

## Руководство
- Гасников В. А. — ректор Университета Иннополис, доктор физико-математических наук, заведующий кафедрой математических основ управления ФПМИ МФТИ.
- Бариев И. И. — директор Университета Иннополис.

## Наблюдательный совет университета
Наблюдательный совет — высший орган Университета Иннополис.
В 2021 году в состав Наблюдательного совета Университета Иннополис входили:
- Дмитрий Чернышенко — заместитель председателя правительства РФ;
- Максут Шадаев — министр цифрового развития, связи и массовых коммуникаций РФ;
- Валерий Фальков — министр науки и высшего образования РФ;
- Татьяна Илюшникова — заместитель министра экономического развития РФ;
- Рустам Минниханов — раис Республики Татарстан;
- Роман Шайхутдинов — заместитель премьер-министра Республики Татарстан;
- Борис Нуралиев — директор компании «1С»;
- Николай Никифоров — председатель совета директоров ООО «Дигинавис»;
- Кирилл Семенихин — директор АНО ВО «Университет Иннополис».

## Профессорско-преподавательский состав
В вузе преподают 152 научно-педагогических сотрудника из 15 стран с опытом работы в мировой ИТ-индустрии: Samsung Research, Intel, Magna International, ООН.

## Численность студентов
В 2022 / 2023 учебном году в вузе обучаются 1 086 студентов по 171 дисциплине (в 2021 году — 882, в 2020 году — 823, в 2019 году — 771, в 2018 году — 254, в 2017 году — 255, в 2016 году — 313).
В 2013 году по программе магистратуры начали обучение 14 студентов, в 2014 году — 50 студентов (26 — по программе бакалавриата, 24 — по программам магистратуры), в 2015 году — 322 студента (236 — по программе бакалавриата, 86 — по программам магистратуры).

## Структура университета
В 2022 году в структуру университета входят 4 института, в рамках которых работают 14 научных лабораторий.
Институт анализа данных и искусственного интеллекта
- Лаборатория машинного обучения и представления данных (рук. Адил Мехмуд Хан). Занимается исследованиями в области алгоритмов машинного обучения, глубинного обучения, обработки изображений и компьютерного зрения, контекстно-ориентированного анализа, автоматизированного моделирования, онтологии, автоматического обоснования.
- Лаборатория искусственного интеллекта в разработке игр (рук. Браун Джозеф Александер).
- Лаборатория анализа данных и биоинформатики (рук. Ярослав Холодов).
- Лаборатория анализа данных и машинного обучения в нефтегазовой отрасли.

Институт разработки ПО и программной инженерии
- Лаборатория программной инженерии (рук. Мануэль Маццара). Занимается разработкой среды для создания программ высокой надёжности.
- Лаборатория промышленной разработки ПО (рук. Джанкарло Суччи). Занимается исследованиями в области программной инженерии, разработкой и применением эмпирических методов в исследовании программных продуктов для повышения их качества.
- Лаборатория операционных систем, языков программирования и компиляторов.

Институт информационной безопасности и киберфизических систем
- Лаборатория сетей и блокчейн технологий (рук. Рашид Хуссейн).
- Лаборатория кибер-физических систем (рук. Альберто Силлитти).
- Лаборатория информационной безопасности.
- Лаборатория облачных систем и технологий виртуализации.

Институт робототехники и компьютерного зрения
- Лаборатория интеллектуальных робототехнических систем (рук. Александр Климчик).
- Лаборатория когнитивных робототехнических систем.
- Лаборатория дизайна электронных систем и автоматизации.

В рамках Управление по проектной и научно-исследовательской деятельности в университете работает 1 лаборатория, 1 институт и 10 центров, работающие с проектами для бизнеса.
- Лаборатория облачных систем и виртуализации сервисов (рук. Александр Букин). Занимается разработкой нового поколения облачных технологий хранения и управления данными с интегрированной системой безопасности и гарантированным уровнем доступа и отказоустойчивости.
- Институт искусственного интеллекта (руководитель — Рамиль Кулеев)
- Центр информационной безопасности (рук. Михаил Серёгин).
- Центр геоинформационных систем (рук. Диана Низамова)
- Лидирующий исследовательский центр в области систем распределённого реестра (рук. Алексей Дудниченко)
- Центр нефтегазовых технологий (руководитель — Сергей Чайников)
- Центр развития проектов цифровой экономики (руководитель — Алексей Павлов)
- Центр продвижения цифровых решений
- Центр разработки программного обеспечения
- Межотраслевой центр трансфера технологий (руководитель — Марина Абдрахманова)
- Центр энергетики (руководитель — Ринат Мисбахов)
- Центр компетенций НТИ по направлению «Технологии компонентов робототехники и мехатроники»

## Кампус университета
Университетский кампус площадью 31,1 тысячи м² и четыре корпуса общежитий на 1200 человек площадью 35,3 тысячи м² построены за счёт средств федерального бюджета в рамках Государственной программы «Экономическое развитие и инновационная экономика» по линии Министерства связи. В 2013 году на это было выделено (внесением в уставной капитал ОАО «Иннополис») 4,7 млрд руб.
Кампус университета состоит из учебно-лабораторного корпуса, жилого и спортивного комплексов.
Разработку проектно-сметной документации для строительства первой очереди учебно-лабораторного корпуса университета, жилого и спортивного комплекса университета провело ЗАО «Казанский Гипронииавиапром».
В декабре 2013 года тендер на строительство первой очереди учебно-лабораторного корпуса выиграло ОАО «Камгэсэнергострой». Сумма контракта составила 2,07 млрд руб. Также ОАО «Камгэсэнергострой» стало единственным участником тендера на строительство жилого и спортивного комплексов. Сумма контракта составила 1,8 млрд руб.

## Финансирование университета
Операционная деятельность университета финансируется за счёт средств спонсоров и доходов от собственной деятельности.
В 2013 году в числе спонсоров были ОАО «МегаФон», ОАО «АйСиЭл — КПО ВС», ООО «Инфомат», ООО «Инвестнефтехим», ООО «Корпоративные информационные рутины (КИР)» и частные лица. Было привлечено 437,9 млн руб.
В 2014 году в числе спонсоров были ОАО «АЙСИЭЛ — КПО ВС», ООО «Акронис», ООО «ДНК-Технология», ОАО «Мегафон», ОАО «МТС», ООО «Параллелз рисерч», ОАО «Связьинвестнефтехим», ООО «Тесис» и частные лица.
По итогам 2018 года Университету Иннополис удалось привлечь 651,3 млн рублей спонсорских средств, а также вуз выиграл гранты и проекты на сумму более 1,1 млрд рублей.
В декабре 2020 года Университет Иннополис получил федеральную субсидию в размере 6,4 млрд рублей.

## Сотрудничество университета
Помимо компаний «Энвижн Груп», Mail.Ru Group, концерна «Радиотехнические и Информационные системы» и Университета Карнеги — Меллон, Университет Иннополис сотрудничает с Швейцарской высшей технической школой Цюриха, Национальным университетом Сингапура, Университетом Амстердама, Корейским институтом передовых технологий, Московским физико-техническим институтом, Московским государственным университетом, Московским государственным юридическим университетом имени О. Е. Кутафина, Высшей школой экономики, Университетом ИТМО, Казанским национальным исследовательским техническим университетом, Казанским университетом и другими российскими и зарубежными вузами.

## Рейтинги
В 2021 году Университет Иннополис занял 12 место в рейтинге 100 лучших вузов РФ журнала Forbes.
Университет Иннополис вошёл в топ-25 из 2 000 вузов рейтинга U-Multirank в категории «Совместные международные научные публикации». Рейтинг основан при финансовой помощи программы Еврокомиссии Erasmus+. Российский ИТ-университет стал первым российским вузом, вошедшим в топ-25 этой категории.
Университет занимает 74 место в топ-100 вузов в рейтинге Institutions Active in Technical Games Research, составленным профессором компьютерных наук Американского университета в Вашингтоне Марком Нельсоном.
Согласно рейтингу качества приёма в вузы РФ 2021 средний балл ЕГЭ студентов, зачисленных на первый курс: 99,1 — на бюджетный набор (95,7 — в 2020 году) и 90,5 — на основной набор (№ 1 в РФ по платному набору).
В 2022 году вуз вошёл в Международный рейтинг «Три миссии университета», где занял позицию в диапазоне 601—650.
В 2025 году университет впервые вошёл в международный рейтинг университетов «Times Higher Education World University Rankings», заняв позицию в диапазоне 601—800